# Погонич чорний
Погонич чорний (Zapornia atra) — вид журавлеподібних птахів родини пастушкових (Rallidae). Ендемік острова Гендерсон у складі островів Піткерн у Тихому океані. Популяція цього виду оцінюється в 5600 статевозрілих особин, що приблизно відповідає 8500 особинам загалом.

## Поширення
Птах мешкає в густих і відкритих лісах по всьому плато острова, як у лісах, де переважають Pisonia та Pisonia / Xylosma, так і в заростях Timonius , також в лісах Pandanus — Thespesia — Argusia та кокосових гаях. Віддає перевагу тінистому підліску густих лісів, покритому товстим шаром опалого листя.